# Ендру Вајлс
Ендру Џон Вајлс (енгл. Andrew John Wiles; Кембриџ, 11. април 1953) британски је математичар. Постао је славан доказавши Велику Фермаову теорему, познату и као Фермаова последња теорема, 1995. године.
На Универзитету у Гетингену свечано му је уручена награда јуна 1997. године у износу од 60.000 долара, коју је 1908. године завештао немачки индустријалац Паул Волфскер ономе ко докаже Фермаову последњу теорему.

## Награде и признања
За свој изванредан допринос математици, Вајлс је добио бројне награде и признања. Међу најзначајнијим наградама које је освојио су:
1. Филдсова медаља (1998) - Иако је већ био изван старосне границе за добијање ове престижне награде, додељена му је посебна почасна медаља у знак признања за његов изванредан допринос математичкој науци.
2. Абелова награда (2016) - Вајлс је добио ову награду, која је често сматрана еквивалентом Нобелове награде у математици, за свој доказ Фермаове последње теореме.
3. Краљевска медаља (1996) - Додељена му је од стране Краљевског друштва за његов изузетан рад у математици.
4. Награда Волф за математику (1995/96) - Ова награда додељена му је у знак признања за доказивање Фермаове последње теореме.
5. Награда Шао (2005) - Вајлс је добио ову награду за свој допринос математици, посебно за доказивање Фермаове последње теореме.